# 夜光の階段
『夜光の階段』（やこうのかいだん）は、松本清張の長編小説。新進青年美容師の野望と、彼を取り巻く女性の打算を軸に発生する犯罪事件を描く、長編ピカレスク・サスペンス。『週刊新潮』に『ガラスの鍵』のタイトルで連載され（1969年5月10日号 - 1970年9月26日号、連載時の挿絵は御正伸）、加筆訂正の上、1981年12月、新潮社から単行本として刊行された。
1983年、1986年、1995年、2009年にテレビドラマ化されている。

## あらすじ
才能はあるが出世のチャンスが無かった一介の美容師・佐山が、様々な女を利用して、まるで階段を上るかのごとく栄光を掴もうとする。

## 主な登場人物

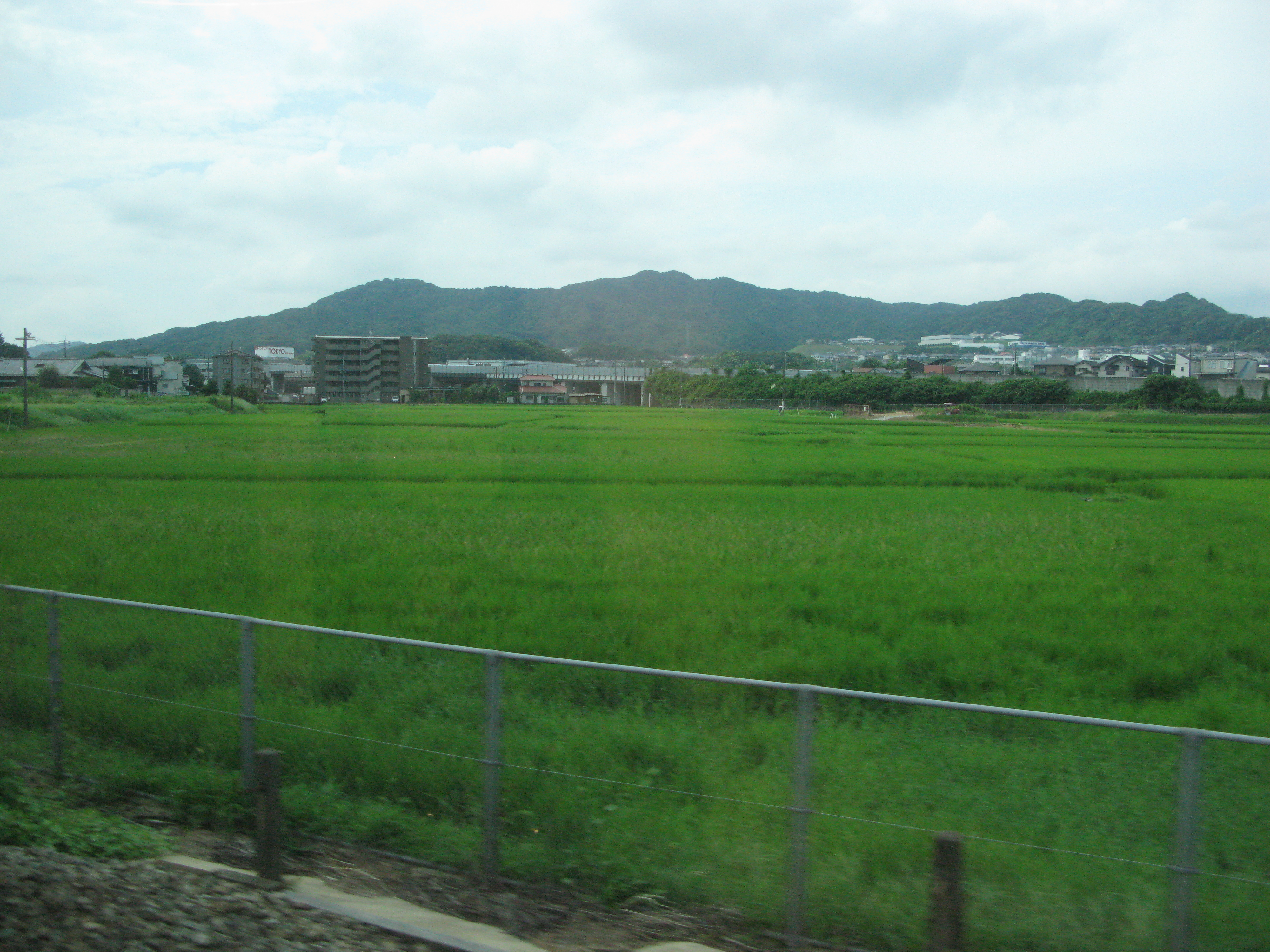
小説中で殺人現場として登場する天拝山（筑紫野市）

- 原作における設定を記述。

佐山道夫
村瀬美容室勤務の美容師。美容師としてかなりの腕を持っており、客からの評判も高い。目下独立を考えており、将来に向けた布石を打っている。
波多野雅子
波多野証券の社長夫人。以前から佐山に出資し援助していた。すでに40歳近い。
枝村幸子
知性と教養を看板とする一流婦人雑誌「女性回廊」の編集者。
福地フジ子
有名週刊誌の編集者。枝村幸子とは知り合い。
竹崎弓子
赤坂の割烹料理店の女主人。佐山に資金援助するようになる。
波多野伍一郎
波多野証券社長。外に愛人を持っている。
岡野正一
佐山のアパートの隣室の住人。デザイナー志望だが、なかなか芽が出ない。
岡野和子
岡野正一の妻。
村瀬進太郎
佐山の勤務する美容院の店主。
村瀬みな子
村瀬進太郎の妻。
桜田事務官
桑山検事とは以前からの付き合いのベテラン捜査員。
桑山信爾
東京高等検察庁の検事。数年前に九州で起こった殺人事件に関心を持っていたが…。

## エピソード
- 連載開始当時は、それまで、パーマ屋というイメージで、女性しかいなかったヘアーデザイナーの世界に、フランスなどヨーロッパ帰りの男性の進出が盛んになった時期であった。本作を担当した新潮社の編集者・鍋谷契子は、その点に、著者が興味を持っていたようだと語っている[1]。また当時は、銀座などにファッション性を意識した人気ヘアーサロンが出始め、後の「カリスマ美容師」にあたる人気美容師が注目を集めた（1970年にヴィダル・サスーンが初来日）が、他方、当時の美容師は、中学校を卒業してすぐ美容師に弟子のような形で入り、下積みの厳しい環境で技術を身に付けることがほとんどであり、佐山のように数年で店を持つことは難しかったと、女性モード社の相談役・小沢一郎は、本作の時代背景を説明している[2]。
- 鍋谷の調査の上で、著者は「目黒のある美容院」を取材している。その美容院は、下に喫茶店があり、脇から階段を上がって2階にある店で、入り口を入るとちょっとしたロビーがあり、そこには全身を映し出すロココ調の大きな鏡があり、女性が美しく映ると評判になっていたという[3]。
- 連載時の題『ガラスの鍵』は、成功の扉を開けるガラス製の鍵（ガラス製ゆえ力ずくで開けようとすると折れる）をイメージしたものであったが、単行本化時に、著者は「柔らか過ぎる」として、現在の題へと変更している[4]。
- 社会学者の小関三平は、佐山道夫が｢芸(術)｣への世間的評価に執心する立身マキャベリストである点で、（『人間水域』の）名を売るためには平然と籠絡するプレイガール、久井ふみ子や滝村可寿子の男性版と述べ、加えて、本作を西洋の蕩児文学と比較し、セオドア・ドライサーの『アメリカの悲劇』とは、邪魔になった女を殺すのにボートを使う点で、また、ギ・ド・モーパッサンの『ベラミ』とは、著者が本作でアリバイ崩しの一つにズボンについたヤエムグラの実を使ったように、ボタンに引っかかったヴァルテール夫人の髪の毛を使うところも、女性心理への洞察と芸の細かさで似通っていると評している[5]。
- 本作の取材にあたって著者は二日市温泉に滞在している。宿泊旅館は「大丸別荘」（2025年現在も営業中）。著者と旅館の交流はその後も続き[6]、同旅館には著者の色紙が残されている。なお、小説中にも同温泉が登場する（小説中では「武蔵温泉」）。

## 書誌情報
- 『夜光の階段』〈新潮社〉（1981年12月、上下巻）
- 『松本清張全集 46』（文藝春秋〉（1983年12月）
- 文庫版『夜光の階段』〈新潮文庫〉（1985年1月、上下巻）　ISBN 978-4-10-110956-5、ISBN 978-4-10-110957-2

## テレビドラマ

### 1983年版
「松本清張ドラマスペシャル・夜光の階段」。1983年3月9日から3月30日まで、毎日放送制作、TBS系列で、毎週水曜日の22:00 - 22:54（JST）に4回にわたって放送された。

#### キャスト（1983年版）
- 枝村幸子：いしだあゆみ
- 佐山道夫：風間杜夫
- 波多野雅子：岡田茉莉子
- 福地フジ子：中野良子
- 岡野正一：平田満
- 桑山検事：三木のり平

#### スタッフ（1983年版）
- 脚本：宮内婦貴子
- 演出：瀬木宏康
- 制作著作：テレパック、毎日放送、霧プロダクション

| TBS 水曜10時枠の連続ドラマ      | TBS 水曜10時枠の連続ドラマ                            | TBS 水曜10時枠の連続ドラマ   |
| 前番組                          | 番組名                                                | 次番組                       |
| ------------------------------- | ----------------------------------------------------- | ---------------------------- |
| 男はたいへん （1983.2.9 - 3.2） | 松本清張ドラマスペシャル 夜光の階段 （1983.3.9 - 30） | 擬装結婚 （1983.4.13 - 6.15) |

### 1986年版
「松本清張スペシャル・夜光の階段」。1986年4月1日、日本テレビ『火曜サスペンス劇場』で、21:02 - 23:21（JST）に放送された。視聴率21.9％（ビデオリサーチ調べ、関東地区）。桑山検事が主役に設定され、事件を推理し佐山を追いつめていく姿を描く。佐山道夫役は辰巳琢郎と榎木孝明のいずれかで検討されていた。

#### キャスト（1986年版）
- 桑山信爾：古谷一行
- 枝村幸子：坂口良子
- 佐山道夫：辰巳琢郎
- 桑山節子：平淑恵
- 岡野和子：泉じゅん
- 岡野正一：小倉一郎
- 原口剛、小沢象、森章二、伊庭剛、加島潤、渡辺紀行、中屋敷鉄也
- 桜田事務官：名古屋章
- 黒原三郎：小林稔侍
- 江頭善造：石倉三郎
- 川島美津子、麻茶れい、黒木優美、徳永玲子、松浪志保、木本トモ子、牧敬子、深野晴美、村上記代、金田拓三、稲川善一、堤瑞穂、青山匡志、小池京子、山岡八高、山田博行、阪東嘉昭
- 福地フジ子：加賀まりこ
- 波多野雅子：松尾嘉代

#### スタッフ（1986年版）
- 企画：小坂敬（日本テレビ）
- プロデューサー：嶋村正敏（日本テレビ）、板橋貞夫（松竹）、林悦子（霧企画）
- 脚本：大野靖子
- 監督：松尾昭典
- 音楽：三枝成章
- 撮影：加藤正幸
- 美術：猪俣邦弘
- 照明：飯島宏
- 録音：山岸壮二
- 編集：峯苫寛二
- 助監督：油谷誠至
- 音響効果：宮田音響
- 調音：映広
- 現像：IMAGICA
- 水中指導：近藤玲子水中バレエ団
- 撮影協力：日本航空、筑紫野市、筑紫野市観光協会、二日市温泉旅館協会、大宰府天満宮、はかたタクシー、福岡サンパレス
- 音楽協力：日本テレビ音楽
- 制作：日本テレビ
- 製作著作：松竹、霧企画

| 日本テレビ 火曜サスペンス劇場 | 日本テレビ 火曜サスペンス劇場              | 日本テレビ 火曜サスペンス劇場 |
| 前番組                        | 番組名                                     | 次番組                        |
| ----------------------------- | ------------------------------------------ | ----------------------------- |
| 嘘 （1986.3.25）              | 松本清張スペシャル 夜光の階段 （1986.4.1） | 震える髪 （1986.4.8）         |

### 1995年版
「松本清張特別企画・夜光の階段」。1995年9月25日、TBS『月曜ドラマスペシャル』で放送された。視聴率17.8％（ビデオリサーチ調べ、関東地区）。

#### キャスト（1995年版）
- 佐山道夫：東山紀之
- 枝村幸子：黒木瞳
- 桑山検事：小林稔侍
- 福地フジ子：室井滋
- 波多野雅子：佳那晃子
- 岡野正一：中本賢
- 森本レオ
- 萩尾みどり
- 中原丈雄
- 田村翔子
- 東恵美子
- 森山周一郎
- 鶴田忍
- 井上博一
- 住田隆
- 杉本隆吾
- 堀勉
- 伏見哲夫
- 片岡富枝
- 松熊明子
- 歌澤寅右衛門
- 手塚秀彰
- 芝山りか
- 小渕友加里
- 園田晴久
- 高田豊三
- 佐藤竜
- 永井英里
- 宮脇順

#### スタッフ（1995年版）
- 脚本：大野靖子
- 演出：大室清
- 演出補：黒沢淳
- 選曲：山内直樹
- 撮影：関巧
- 技術：本木明博
- 照明：米山仁
- 法律監修：石原達夫
- 撮影協力：日本エアシステム、ツインドームシティ、西日本鉄道、箱根ホテル、JASRAC、ホテルラフォーレ東京、RKB毎日放送ほか
- プロデューサー：吉沢雅治（テレパック）、龍至政美、林悦子（霧企画）
- プロデューサー補：舘治佳
- 制作主任：石田真義
- 制作著作：テレパック、TBS、霧企画

| TBS 月曜ドラマスペシャル            | TBS 月曜ドラマスペシャル                  | TBS 月曜ドラマスペシャル                   |
| 前番組                              | 番組名                                    | 次番組                                     |
| ----------------------------------- | ----------------------------------------- | ------------------------------------------ |
| 湯けむり仲居純情日記5 （1995.9.18） | 松本清張特別企画 夜光の階段 （1995.9.25） | テキ屋の信ちゃん5 青春完結編 （1995.10.2） |

### 2009年版
2009年4月23日から6月18日まで、テレビ朝日にて、毎週木曜日の21:00 - 21:54（JST）の「木曜ドラマ」枠で、「松本清張 生誕100年スペシャル」として放送された。主演は藤木直人。現在はDVD化されている。
番組途中の第4話から筆頭スポンサー花王の表示方法が若竹色のカラーテロップに変更された。

#### キャスト（2009年版）
- 佐山道夫：藤木直人

美容界の頂点を狙う若手美容師。その過去は不明なところが多い。
- 枝村幸子：木村佳乃

婦人雑誌「女性回廊」編集者。芸能界に強いコネクションを持つ。
- 福地フジ子：夏川結衣

週刊誌「フラッグ」編集者で幸子の友人。中性的な格好をしている。
- 村瀬進太郎：渡辺いっけい

美容室「ムラセ」のオーナー。
- 村瀬みな子：荻野目慶子

美容室「ムラセ」オーナー夫人。
- 桜田健：高知東生

東京高等検察庁事務官。前職は警察官。
- 桑山亜希：田丸麻紀

桑山信爾の娘。
- 村岡トモ子：原幹恵

福岡で起きた天拝山殺人事件の被害者。
- 蓮田重男：柄本佑（第1話）
- 柳田利男：増田修一朗

道夫を師と仰ぐ美容師。
- バー「深海魚」のマスター：深水三章（第1話・第2話・第5話）
- 不動産担当者：近江谷太朗（第1話・第2話）
- 吉川刑事：佐戸井けん太（第2話）
- 森清春：大澤孝征（第2話）
- 望月：佐伯新（第2話 - 第4話）
- 真田捜査係長：日野陽仁（第7話）
- 山本警部：春田純一（第1話・第3話）
- 江頭善造：伊東孝明（第3話・第4話）

タクシー運転手
- 横田弁護士：升毅（第4話）
- 青木編集長：草見潤平
- 畑山裁判長：牧村泉三郎
- 鶴田けい子：築山万有美
- 長谷川純：海老澤健次
- 早瀬理恵：野口逢里
- 西岡鋭二：鈴木雄貴
- 波多野伍一郎：団時朗（第4話・第5話・第8話）
- 黒原三郎：浜田学（第5話・第7話・最終話）
- 添島：山田明郷（第6話）
- 佐山槙子：柏木由紀子（第8話・最終話）

道夫の母親。
- 岡野和子：三浦理恵子

岡野正一の妻。
- 竹崎弓子：南野陽子（第3話 - 第6話）

赤坂の料亭「すずめ」の女将。関西の大物財界人の愛人。
- 藤浪竜子：赤座美代子（第1話 - 第4話）
- 岡野正一：石井正則

道夫と同じアパートの隣の部屋に住む商業デザイナー。
- 坂上検事正：品川徹
- 丸岡房江：余貴美子

東京地方検察庁検事。桑山の同僚。
- 中山早苗：池内淳子（第8話・特別出演）
- 波多野雅子：室井滋

証券会社社長夫人。夫の金を使って道夫に入れ込む有閑マダム。
- 桑山信爾：小林稔侍

東京高等検察庁検事。道夫の過去に疑問を持ち調査する。
- ナレーション：津嘉山正種

※以下、カッコ内は出演話数
- 佐藤旭(1)(2)、多田ここと(1)(8)、長谷川稀世(1)、宮崎彩子(1)、蔵内秀樹(1)、栗田将輝(1)、累央(1)、中垣浩二(1)、小島康志(1)、牧徹(1)、浦ちあき(1)、山川紗弥(1)、石丸祥子(1)、染谷夏子(1)、川口凛(1)、並木秀介(2)、桜井聖(2)、長坂しほり(3)、加茂美穂子(3)、北裕子(3)、佐藤智幸(4)(5)、藤本洋子(4)、丸山瑠真(4)、小泉修平(4)、渡部陽子(4)、出口結美子(5)、真矢野靖人(6)(7)、福山亜弥(6)、深沢エミ(6)、西崎果音(6)、竹下宏太郎(7)、本多裕香(7)、滝沢涼子(8)、村上めぐみ(8)、竹内凛(8)、中田寛美(8)、芹沢礼多(8)、奏野袖子(8)、染谷夏子(8)、掛田誠(9)、田中洋之助(9)、小笠原現祥(9)

#### スタッフ（2009年版）
- 脚本：竹山洋
- 監督：藤田明二、今井和久、高橋伸之
- 音楽：吉川清之
- 主題歌：藤木直人「CRIME OF LOVE」
- 音楽協力：テレビ朝日ミュージック
- スタントコーディネイター：釼持誠
- 美容技術指導：上野善弘（HAIR DIMENTION）
- 技術協力：テイクシステムズ、ブル
- 美術協力：テレビ朝日クリエイト
- 照明協力：共立
- 装飾：テレフィット
- 制作進行：伊澤紀人
- チーフプロデューサー：五十嵐文郎
- プロデューサー：藤本一彦、布施等
- 制作著作：テレビ朝日、MMJ

#### 放送日程（2009年版）
| 各話                                             | 放送日        | サブタイトル | シナリオ題（ラテ欄） | 演出     | 視聴率 |
| ------------------------------------------------ | ------------- | ------------ | -------------------- | -------- | ------ |
| 第1話                                            | 2009年4月23日 | 野望         | 殺人美容師           | 藤田明二 | 12.5%  |
| 第2話                                            | 2009年4月30日 | 告白         | 盗聴される女         | 藤田明二 | 10.7%  |
| 第3話                                            | 2009年5月07日 | 飛躍         | 1億を貢ぐ女          | 今井和久 | 9.7%   |
| 第4話                                            | 2009年5月14日 | 策略         | 失踪した人妻         | 今井和久 | 9.8%   |
| 第5話                                            | 2009年5月21日 | 殺意         | 疑惑の殺意!?         | 高橋伸之 | 10.1%  |
| 第6話                                            | 2009年5月28日 | 殺害         | 婚約殺人の罠         | 藤田明二 | 9.6%   |
| 第7話                                            | 2009年6月04日 | 隠滅         | 最終章告白!!         | 今井和久 | 10.4%  |
| 第8話                                            | 2009年6月11日 | 自決         | 最終章失踪!!         | 高橋伸之 | 10.8%  |
| 最終話                                           | 2009年6月18日 | 英断         | 衝撃の結末           | 藤田明二 | 12.1%  |
| 平均視聴率 10.6%（ビデオリサーチ調べ・関東地区） |               |              |                      |          |        |

遅れネット局
- 山陰放送（TBS系列）：2009年11月2日から16日までBSSアフタヌーンドラマ枠にて放送された。
- 高知放送（日本テレビ系列）：2010年4月20日から6月29日まで毎週火曜日16:00 - 16:55放送。ただし、第8話は6月24日に放送された。

| テレビ朝日 木曜ドラマ                                   | テレビ朝日 木曜ドラマ                                            | テレビ朝日 木曜ドラマ                                                |
| 前番組                                                  | 番組名                                                           | 次番組                                                               |
| ------------------------------------------------------- | ---------------------------------------------------------------- | -------------------------------------------------------------------- |
| 特命係長 只野仁（4thシーズン） （2009.1.8 - 2009.3.12） | 松本清張生誕100年スペシャル 夜光の階段 （2009.4.23 - 2009.6.18） | ダンディ・ダディ? 〜恋愛小説家・伊崎龍之介〜 （2009.7.9 - 2009.9.3） |